# Vieira elegans
Vieira elegans is een insect uit de familie van de gaasvliegen (Chrysopidae), die tot de orde netvleugeligen (Neuroptera) behoort. 
Vieira elegans is voor het eerst wetenschappelijk beschreven door Guérin-Méneville in 1844.